# Sand, Akershus
Sand är en tätort i Ullensakers kommun i Akershus fylke i sydöstra Norge. Orten ligger vid sidan av motorvägskorsningen där Europaväg 6 möter Europaväg 16, väster om staden Jessheim. Nordväst om tätorten ligger Oslo flygplats, Gardermoen.